# Закаринское сельское поселение
Закаринское сельское поселение — муниципальное образование в составе Слободского района Кировской области России.
Центр — село Закаринье.

## История
Закаринское сельское поселение образовано 1 января 2006 года согласно Закону Кировской области от 07.12.2004 № 284-ЗО.

## Население
| 2010 | 2012 | 2013 | 2014 | 2015 | 2016 | 2017 |
| ---- | ---- | ---- | ---- | ---- | ---- | ---- |
| 662  | ↘619 | ↘593 | ↘571 | ↗579 | ↘542 | ↗545 |
| 2018 | 2019 | 2020 | 2021 |      |      |      |
| ↗548 | ↘523 | ↘497 | ↗514 |      |      |      |

## Состав
В состав поселения входят 13 населённых пунктов (население, 2010):
| - село Закаринье — 306 чел.; - деревня Баталово — 0 чел.; - деревня Бахиево — 0 чел.; - деревня Воронье — 0 чел.; - деревня Кардаши — 0 чел.; - деревня Качушинцы — 3 чел.; - деревня Лапихинцы — 0 чел.; | - деревня Маклаки — 0 чел.; - село Роговое — 286 чел.; - деревня Спасское — 23 чел.; - деревня Шабалинское — 4 чел.; - деревня Широво — 0 чел.; - деревня Ярославль — 43 чел. |